# Circuito San Juan Villicum
Het Circuito San Juan Villicum is een permanent circuit nabij de Argentijnse stad San Juan.

## Geschiedenis
Het Circuito San Juan Villicum heeft een lengte van 4,3 kilometer en telt zeventien bochten, tien naar links en zeven naar rechts. Het circuit ligt 22 kilometer ten noorden van de stad San Juan en is gelegen langs de grote weg Ruta Nacional 40.
Het circuit is officieel geopend op 14 oktober 2018 en organiseerde met het wereldkampioenschap superbike en het wereldkampioenschap Supersport direct twee internationale evenementen. De superbike-races werden allebei gewonnen door Jonathan Rea, terwijl Jules Cluzel de Supersport-race won. Daarnaast organiseert het circuit later in 2018 met de Turismo Carretera en de TC Pista ook een aantal nationale evenementen.